# برگردان (آلبوم)
برگردان (انگلیسی: Translation) هشتمین آلبوم استودیویی از گروه موسیقی پاپ رپ آمریکایی بلک آید پیز است. آلبوم در ۱۹ ژوئن توسط اپیک رکوردز منتشر شد. این آلبوم با حضور هنرمندان مختلفی از جمله شکیرا، جی بالوین، اوسونا، مالوما، نیکی جم، تایگا، بکی جی و فرنچ مونتانا ضبط شده‌است.